# 648 до н. е.

## Події
- Ассирійці захоплюють Вавилон, цар Шамаш-шум-укін накладає на себе руки. На престол Вавилонії посаджено Кандалану.
- Не пізніше цього року біженці з Мессіна та Сиракуз засновують місто Гімера на північному узбережжі Сицилії.
- Після смерті тирана Орфагора в Сікіоні місто очолив його брат Мирон.
- 33-ті Олімпійські ігри. Мирон з Сікіона став олімпіоніком у перегонах на колісницях. Вперше на Олімпійських іграх відбулися змагання з панкратіону, переміг Лігдаміс Сиракузький[sk][1].

### Астрономічні явища
- 6 квітня. Повне сонячне затемнення.[2] Ймовірно, що це затемнення згадується в творі давньогрецького поета Архілоха, що робить цей день першою точною датою античності.
- 30 вересня. Кільцеподібне сонячне затемнення.[2]

## Померли
- Орфагор, тиран Сікіону